# Ана Карина Алто
Ана Карина Алто (енгл. Anna-Kaarina Aalto; Тоивака, 12. август 1920 ― Лапенранта, 16. април 1994) је била финска лекарка и политичарка која је радила у Парламенту Финске од 1971. до 1972. године. 
Као чланица Партије националне коалиције, представљала је изборну јединицу Кими. Била је истакнута личност у Јужној Карелији, цењена због своје медицинске праксе и јавне службе, као и чланица градског већа Лапенранте скоро четрдесет година.

## Образовање
Рођена је 12. августа 1920. у Тоиваки. Након што је завршила средњу школу 1938. године почела је да студира медицину на Универзитету у Хелсинкију. Студије су прекинуте уласком Финске у Други светски рат. Током рата је радила у Финској служби за трансфузију крви и у војним болницама као лекарка. 
Дипломирала је медицину 1943. године, а лиценцу је добила 1947.

## Каријера
Медицинску праксу је започела 1948. године. У почетку је радила као школски лекар и саветник, а касније је основала сопствену приватну медицинску праксу заједно са супругом, пружајући услуге Лапенранти и околним градовима. Захваљујући својој медицинској пракси постала је веома цењена у Јужној Карелији. 
Helsingin Sanomat је писао да је ниво поверења заједнице у њу био толико висок да је „име Алто постало синоним за доктора у многим домовима” и истакао је случај када је дојила бебу пацијента који је патио од маститиса.
Поред своје медицинске праксе, била је и друштвено и политички ангажована и сматрало се да има утицај међу неколико локалних и националних одбора. Била је чланица неколико организација међу којима су Фински центар за трезвеност жена, чији је била и председник, и Удружење пријатеља трезвености. Током свог живота се посебно залагала за самохране мајке, за које је сматрала да су „оптужене за повећање малолетничке делинквенције”.
Као чланица Партије националне коалиције била је чланица градског већа Лапенранте скоро четрдесет година. Фебруара 1971. је именована у Парламенту Финске након смрти тадашњег председника Јухе Рихтнијемија. Пре тога је била именована за његовог заменика. Представљала је изборну јединицу Кими до краја свог мандата, јануара 1972. Док је била у парламенту, била је чланица Одбора за пољопривреду и шумарство.
Пензионисана је 1983. године. Преминула је 16. априла 1994. у Лапенранти.